# Lignocellulose
Lignocellulose là tên gọi chung cho thành phần vật chất chủ yếu cấu tạo nên các loài thực vật, trong đó các thành phần chủ yếu xếp theo thứ tự tỉ lệ giảm dần là Xenlulose, hemixenluloza, và lignin. Lignocellulose là một cơ chất phức hợp bao gồm các polisaccarit, các polyme có gốc phenol, và protein. Các thành phần của Lignocellulose tạo thành một dạng cấu trúc gọi là vi sợi (microfibril), các vi sợi này tạo thành các bó sợi góp phần điều chỉnh độ bền cấu trúc của vách tế bào thực vật.
Các nguồn sinh khối Lignocellulose như gỗ, rơm rạ, bã mía, cỏ,... đang được tận dụng trong việc chế biến nhiên liệu từ các vật liệu sinh học có nguồn gốc không phải thực phẩm. Các nguyên vật liệu này có thể được lên men để tạo etanol, cracking thành khí đốt và chuyển hóa thành than, hoặc đơn giản nhất là dùng trực tiếp như một dạng nhiên liệu, tức là cho vào lò và đem đốt sinh ra nhiệt năng.
Một cản trở quan trọng trong việc sử dụng nguyên liệu Lignocellulose đó là tính "trơ" của nguồn nguyên liệu này, và quá trình xử lý sơ bộ cho chúng "dễ tiêu" hơn nhìn chung khá khó khăn và tốn kém. Nguyên nhân là trong tự nhiên, cấu trúc dạng tinh thể của Lignocellulose khiến cho các enzim khó có thể tiếp cận để phân giải chúng. Đặc biệt sự tồn tại của lignin càng ảnh hưởng tiêu cực đến hoạt tính của các enzim vì nó thu hút enzim về phía mình hơn là về phía các chất khác như xenluloza.